# エヴァ・クナルダール

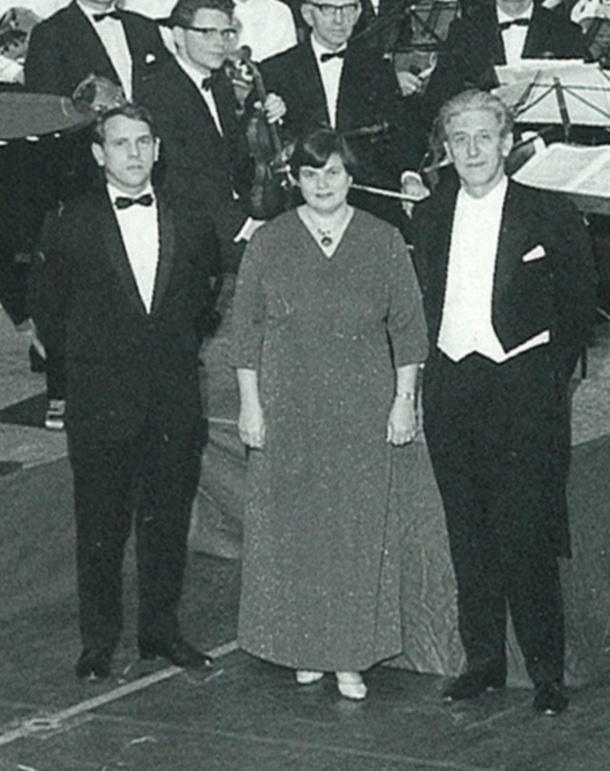
エヴァ・クナルダール

エヴァ・クナルダール＝フライヴァルト（Eva Knardahl Freiwald, 1927年5月10日 - 2006年9月3日）は、ノルウェーのピアニスト。

## 経歴
12歳のときにオスロ・フィルハーモニー管弦楽団と共演してデビュー、その際にバッハのヘ短調協奏曲、ハイドンのニ長調協奏曲、ウェーバーのハ長調協奏曲の3曲を演奏して、激賞された。19歳でアメリカ合衆国に移住し、ミネソタ管弦楽団と15年間にわたって共演を続けるが、1967年にノルウェーに帰国した。
音楽界においては、ノルウェー楽壇の重鎮としてノルウェー音楽アカデミーの初代室内楽教授に任命された。

## 演奏ならびに録音
彼女はレコーディングでも、BIS（スウェーデンのレコード会社）に多数の録音を残した。同社の創設後の早い時期に、世界初の「グリーグ・ピアノ作品全集」を録音し、このグリーグ全集によって世界的にも高い評価を得た。